# امواج بادگیر
امواج بادگیر (به انگلیسی: Wuthering Waves و به چینی: 鸣潮)، بازی ویدئویی با پرداخت درون‌برنامه‌ای در سبک نقش‌آفرینی اکشن است که توسط استدیوی «کوروگیم» توسعه و منتشر شده است.
این بازی دارای یک جهان باز مبتنی بر فانتزی، گشت و گذار و آزادی عمل بالا به‌همراه مکانیک بازی گاچا است.
بازیکن به عنوان یک مریخ‌نورد (Rover) بعد از یک خواب طولانی بیدار می‌شود و با عنوانی تحمیل شده، سرگردان در جهانی پساآخرزمانی که از ساختار و فناوری‌های جدید تشکیل شده است به ماجراجویی می‌پردازد. همچنین این بازی را به اختصار Wuwa نیز می‌خوانند.

## داستان
به دنیای جدید خوش آمدید؛ این عصر مبارزه است. از صدسال پیش تاکنون، موجوداتی ناشناخته در دنیای ما ریشه دواندند و بذر اختلاف و ویرانی کاشتند. تمدنی که می‌شناسیم بارها در آستانه فروپاشی قرار گرفت. اکنون در عصر امید به‌سر می‌بریم. بازماندگان روزنه امید را نسل به نسل نگاه داشتند و دشمنان از خرابه‌ها شروع به بازسازی قوای خود کردند. آنها در پی بازگرداندن شکوه و افتخار خود هستند. شهرها و کارخانه‌ها را برپا می‌کنند و آهنگ ستایش بازسازی می‌خوانند.
همانگونه که برای مریخ‌نورد عزیز، هر آنچه ممکن‌است منجر به بیداری شده باشد، ما به مریخ‌نورد در این سرزمین آشفته خوش آمد می‌گوییم. سفر به اینجا مریخ‌نورد را با بسیاری آشنا خواهد کرد اما با اسرار و نبردهای گوناگونی آکنده خواهد شد. مریخ‌نورد به عنوان یک افسانه ماندگار می‌شود، افسانه‌ای که عصری جدید را برای بشر به ارمغان می‌آورد.

## جهان و گیم‌پلی
امواج بادگیر شامل عناصر جهان باز است که بازیکن با پیاده‌روی، کوه‌نوردی، شنا، پرواز، سر خوردن و در صورت لزوم به کاوش در آن برای جمع‌آوری می‌پردازد. بسیاری از اشیا و مکان های مهم در کل نقشه پخش شده‌اند. یک ابزار جدید «بالاروی از دیوار» نیز اضافه شده است. سبک صحنه بازی بیشتر شبیه فیلم‌های نوستالژی خاکستری است، رنگ‌های بسیار اشباع‌شده وجود ندارد و تن‌ها واقعی‌تر هستند.
بازیکنان می‌توانند هر بار حداکثر چهار شخصیت خود را کنترل کنند. با تکمیل تلاش‌ها برای پیشبرد داستان، بازیکن قادر است در مجموع ۱۸ شخصیت قابل‌بازی را باز کند. حالت چند نفره بازی با سبک مشابه در دسترس است. این بازی چندسکویی(Cross-Platform) است یعنی بازیکن‌ها می‌توانند با دستگاه موبایل با دوستان خود در پلتفرم کامپیوتر بازی کنند و همچنین مستقل از ذخیره‌سازی(Cross-Save) است و در هر لحظه موقعیت بازیکن به همراه سایز جزئیات ذخیره خواهد شد.

### سیستم مبارزه
در سیستم مبارزه مریخ‌نورد هنگام کاوش جهان با دشمنان نبرد می‌کند. از نظر مبارزه از دو روش پراکنده استفاده می‌شود، و به بازیکنان اجازه می‌دهد تا جاخالی دهند یا حمله در گریز داشته باشند.

#### انواع حمله
- حمله عادی (Normal attack):

حملات معمولی به عنوان یک نوع حمله عامیانه یا حمله خودکار شناخته می‌شود، که معمولاً به یک سری حملات ۳–۶ضربه‌ای گفته می‌شود.
- حمله سنگین (Heavy attack):

در حملات سنگین مقداری از استقامت مصرف می‌شود.
- حمله سهمگین (Plunge attack):

در حملات سهمگین مقداری از استقامت مصرف می‌شود.

#### انواع ضدحمله
- حمله در گریز (Evasion attack):

حملات در گریز یا فرار بعد از هر داج موفق انجام می‌گیرد
در این حالت استقامت مصرف شده برای جا خالی برگردانده می‌شود.
- دفع حمله (Parry):

دفع حمله در هر نوع از حملات دشمن شکل می‌گیرد
برای مثال پری کردن حتی با حمله سنگین متقابل یا هر نوع توانایی تشدیدکنندگان شکل می‌گیرد. مکانیک پری کردن فاقد هرگونه گارانتی است و وابسته به شانس بازیکن خواهد بود.

### سیستم اکو
بازی ودرینگ ویوز دارای یک سیستم مهارتی به‌نام «اکو» (Echoe) است که در جهان از دشمنان فارم می‌شود. دشمنان مختلف مهارت‌های متفاوتی دارند.
اکو داده‌ای از ترمینال دشمنان را در اختیار تشدیدکننده قرار می‌دهد.

### ترمینال
هر ترمینال روی سکویی بنام «مرکز محاسبات کرال» (Choral calculus center) واقع در کلانشهر تیانچنگ قرار می‌گیرد تا داده‌ای را شناسایی، محاسبه و منتقل کند.
به دو نمونه از این نوع داده می‌شود به انرژی و بهبودی فوری شخصیت‌ها اشاره داشت.

### مکانیسم‌های هشدار
یک نوع مکانیسم هشدار در بازی وجود دارد، به طوری که اگر در «میدان تاک‌شده» (Taced field) یا نزدیک منطقه رئیس حرکت کنید، آسمان به رنگ خاکستری در می‌آید و همزمان با یک فلش‌بک، موسیقی پس‌زمینه شروع می‌شود.
در حالت گذر از این مناطق بعد از مدت کوتاهی آسمان به حالت عادی برمی گردد.

## شخصیت‌ها
در بازی ودرینگ ویوز شخصیت با عنوان تشدیدکننده خوانده می‌شود. در زادروز هر شخصیت تشدیدکننده یک شعار از سوگواری انتروپاسین داده می‌شود؛
انتروپاسین پس از سوگواری: ستارگان در هم تنیده شدند!
می‌توان ۱۸ تشدیدکننده قابل‌بازی را بر اساس نوع ویژگی، سلاح و نایابی دسته‌بندی کرد که در جدول زیر آمده است:
| انگلیسی  | نام      | جنسیت | ویژگی  | سلاح       | کمپ         | نایابی  | زادروز |
| -------- | -------- | ----- | ------ | ---------- | ----------- | ------- | ------ |
| Aalto    | آلتو     | مذکر  | هوا    | تپانچه     | سواحل سیاه  | ۴ ستاره | ۶/۱۱   |
| Encore   | انکور    | مونث  | ذوب    | یکسو کننده | سواحل سیاه  | ۵ ستاره | ۳/۲۱   |
| Baizhi   | بایژی    | مونث  | یخ     | یکسو کننده | هوانگ‌لونگ   | ۴ ستاره | ۹/۱۰   |
| Chixia   | شیکا     | مونث  | ذوب    | تپانچه     | هوانگ‌لونگ   | ۴ ستاره | ۴/۱۸   |
| Camellya | کاملیا   | مونث  |        |            |             | ۵ ستاره | ۱۲/۱۰  |
| Danjin   | دانجین   | مونث  | ویرانی | شمشیر      | هوانگ‌لونگ   | ۴ ستاره | ۸/۳۱   |
| Jiexin   | جی‌شین    | مونث  | هوا    | دستکش آهنی |             | ۵ ستاره | ۴/۶    |
| Jiyan    | جی‌یان    | مذکر  | هوا    | تیغه پهن   | هوانگ‌لونگ   | ۵ ستاره | ۱۲/۱۴  |
| Calcharo | کالچارو  | مذکر  | رسانا  | تیغه پهن   | هوانگ‌لونگ   | ۵ ستاره | ۷/۱۸   |
| Lingyang | لینگ‌یانگ | مذکر  | یخ     | دستکش آهنی |             | ۵ ستاره | ۸/۸    |
| Mortefi  | مورتفی   | مذکر  | ذوب    | تپانچه     | هوانگ‌لونگ   | ۴ ستاره | ۱۱/۶   |
| Rover    | روور     | متغیر | طیف    | شمشیر      | ناشناخته    | ۵ ستاره | ۱۰/۲   |
| Sanhua   | سانهوا   | مونث  | یخ     | شمشیر      | هوانگ‌لونگ   | ۴ ستاره | ۱/۸    |
| Taoqi    | تائوچی   | مونث  | ویرانی | تیغه پهن   | وزارت توسعه | ۴ ستاره | ۲/۲۵   |
| Verina   | ورینا    | مونث  | طیف    | یکسو کننده | هوانگ‌لونگ   | ۵ ستاره | ۵/۱۸   |
| Yangyang | یانگ‌یانگ | مونث  | هوا    | شمشیر      | هوانگ‌لونگ   | ۴ ستاره | ۱۰/۱۱  |
| Yinlin   | یینلین   | مونث  | رسانا  |            | هوانگ‌لونگ   | ۵ ستاره | ۹/۱۷   |
| Yuanwu   | یوانوو   | مذکر  | رسانا  | دستکش آهنی | وزارت توسعه | ۴ ستاره | ۱۰/۲   |

### توانایی تشدیدکنندگان
هر تشدیدکننده دارای توانایی مختص به خود است. برای مثال جی‌یان دارای توانایی «بادسواری» (Winds riding) و تائوچی قابلیت «شکوفه شکاف‌ها» (Blossom of slashes) را دارد.

## ایتم‌های بازی

### ویژگی‌ها یا عناصر طبیعی
عناصر اجزای اساسی یک بازی هستند که قوانین، اهداف و چالش‌های شخصیت را تعریف می‌کنند. این عناصر را می‌توان تقسیم کرد.
در بازی ودرینگ ویوز، شش نوع عنصر وجود دارد که شخصیت‌ها یکی از شش عنصر طبیعی را کنترل می‌کنند که به شرح زیر می‌باشند:
- ویژگی نابودی (Havoc)
- ویژگی طیف (Spectra)
- ویژگی هوا یا باد (Aero)
- ویژگی رسانا (Conducto)
- ویژگی ذوب (Fusion)
- ویژگی یخ (Glacio)

این عناصر می‌توانند از طرق مختلف تحت عنوان تشدید یا «طنین صدا» (Sound resonance) که همان واکنش عنصری است، با یکدیگر تعامل داشته باشند.

### سلاح‌ها
پنج نوع اسلحه در بازی وجود دارد که عبارتند از:
- شمشیر یا سورد(Sword)
- تیغه پهن یا بلید(Broadblade)
- تپانچه‌ها(Pistols)
- دستکش آهنی(Gauntlets)
- یکسو کننده(Rectifier)

### ابزارک‌ها
ابزارک‌ها آیتم‌های کاربردی هستند که می‌توانند توسط بازیکن برای اهداف مختلف استفاده شوند. برخی از ابزارک‌ها را می‌توان به اسلات استفاده-سریع مجهز کرد تا اجازه دهد به‌راحتی مکرر از آن‌ها استفاده شود، در حالی که برخی دیگر فقط می‌توانند از موجودی استفاده یا قرار گیرند.

#### ابزارک صدای طنین‌انداز
با ایجاد «صدای طنین انداز» (Resonating sound) در نقاط مختلف جهان تعامل بین بازیکنان سرور بازی برقرار می‌شود.
این عنصر اجتماعی حال و هوایی ویژه برای بروز احساسات به وسیله متن و استیکر به بازی اضافه کرده است.
اما به نظر می‌آید کاربرد این گجت فرای اشتراک گذاری احساسات باشد، چرا که با ایجاد هر صدای طنین انداز، امکان افزودن یک راهنمای کاربردی در مناطقی از نقشه فراهم می‌شود.

## تاریخچه توسعه
در ۲۹ آوریل ۲۰۲۲، حساب تأیید شده کوروگیم در تپ‌تپ، ودرینگ ویوز نام گرفت و در حال حاضر بیش از ۱۰۰۰ دنبال‌کننده دارد. در ۲۶ می همان سال، کوروگیم اولین تریلر بازی ودرینگ ویوز را منتشر کرد. حدود یک ماه بعد که تعداد بازیکنان پیش-ثبت‌نام شده از یک میلیون نفر فراتر رفت کوروگیم یک نظرسنجی پرسشنامه‌ای را برای اولین بتای بسته آغاز کرد. متعاقباً، در اولین روز نمایش بازی توکیو برای کوروگیم، ودرینگ ویوز ویدیوهایی از نحوه مبارزه به صورت زنده منتشر کرد.
کوروگیم در ۲۱ مارس ۲۰۲۳، به‌طور رسمی استخدام بتای بسته اول در خارج از کشور (منطقه آمریکای شمالی) را راه اندازی کرد که تا ۲۴ آوریل ادامه داشت. در ۲۰ آوریل همان سال منطقه چین برای آزمایش یک بتا باز شد.
آقای دونگ، برنامه‌ریز بازی در ۱۹ ژانویه ۲۰۲۴ اظهار داشت که ۹۰ درصد از محتوای بازی را پس از گوش دادن به بازخورد بازیکنان در طول بتای بسته، بازنویسی کرده است.

## بازخورد و فروش
در نزدیکی تاریخ انتشار بتای بسته دوم، ودرینگ ویوز به ۳ میلیون پیش-ثبت‌نام در بازار تپ‌تپ رسید و آمار کلی پیش-ثبت‌نام در چین از مرز ۹ میلیون نفر عبور کرد.

## ارزیابی‌ها
مدیر و سردبیر انجمن گاچا آی‌آر در مورد بازی ودرینگ ویوز چنین اظهار نظر کرد: «من شک داشتم، اما پس از تجربه بتای اول، متوجه شدم که ودرینگ ویوز یک تجربه مبارزه متفاوت و گیم‌پلی غنی دارد که این شک را تبدیل به شوک می‌کند.»